# Championnat d'Ouganda de football 2002-2003
Navigation
Édition précédente Édition suivante
La saison 2002-2003 du Championnat d'Ouganda de football est la trente-quatrième édition du championnat de première division ougandais. Les équipes engagées sont regroupées au sein d'une poule unique où elles affrontent deux fois leurs adversaires, à domicile et à l'extérieur. En fin de saison, les cinq derniers du classement sont relégués et remplacés par les cinq champions régionaux de deuxième division.
C'est le club de Villa SC, quintuple tenant du titre, qui remporte à nouveau cette saison après avoir terminé en tête du classement, à égalité de points avec l'Express FC. Les modalités utilisées pour départager les deux formations ne sont pas clairement définies. C'est le quinzième titre de champion d'Ouganda de l'histoire du club.

## Participants
- Mbale Heroes
- Villa SC
- Kampala City Council
- Simba FC
- Express FC
- Police FC
- Mbarara United
- Kinyara FC - Promu de D2
- Iganga Town Council
- Masaka Local Council
- Game Boys FC - Promu de D2
- Buikwe FC - Promu de D2
- Akol FC - Promu de D2
- Tower of Praise TV FC - Promu de D2
- Lyantonde/URA

## Compétition

### Classement
Le classement est établi sur le barème de points classique : victoire à 3 points, match nul à 1, défaite à 0.
| Rang | Équipe                 | Pts | J  | G  | N | P  | Bp | Bc | Diff |
| ---- | ---------------------- | --- | -- | -- | - | -- | -- | -- | ---- |
| 1    | Villa SCT CK           | 72  | 27 | 23 | 3 | 1  | 53 | 4  | +49  |
| 2    | Express FCC            | 72  | 27 | 23 | 3 | 1  | 55 | 9  | +46  |
| 3    | Kampala City Council   | 53  | 27 | 16 | 5 | 6  | 52 | 25 | +27  |
| 4    | Lyantonde/URA          | 53  | 27 | 15 | 8 | 4  | 37 | 16 | +21  |
| 5    | Masaka Local Council   | 47  | 27 | 13 | 8 | 6  | 32 | 18 | +14  |
| 6    | Simba FC               | 38  | 27 | 11 | 5 | 11 | 35 | 33 | +2   |
| 7    | Police FC              | 36  | 27 | 9  | 9 | 9  | 34 | 29 | +5   |
| 8    | Mbale Heroes           | 33  | 27 | 9  | 6 | 12 | 28 | 35 | -7   |
| 9    | Kinyara FCP            | 32  | 27 | 9  | 5 | 13 | 27 | 37 | -10  |
| 10   | Tower of Praise TV FCP | 31  | 27 | 8  | 7 | 12 | 31 | 41 | -10  |
| 11   | Iganga Town Council    | 31  | 27 | 9  | 4 | 14 | 27 | 42 | -15  |
| 12   | Buikwe FCP             | 22  | 27 | 6  | 4 | 17 | 17 | 42 | -25  |
| 13   | Mbarara United FC      | 16  | 27 | 4  | 3 | 20 | 27 | 58 | -31  |
| 14   | Game Boys FCP          | 11  | 27 | 3  | 2 | 22 | 21 | 59 | -38  |
| 15   | Akol FCP abandon       | 5   | 14 | 1  | 2 | 11 | 7  | 36 | -29  |

|  | Qualification pour la Ligue des champions de la CAF 2004 et la Coupe Kagame inter-club 2004                                              |
|  | Qualification pour la Coupe de la confédération 2004 et la Coupe Kagame inter-club 2004                                                  |
|  | Relégation en deuxième division |
|  | T : Tenant du titre C : Vainqueur de la Coupe d'Ouganda P : Promu de deuxième division CK : Vainqueur de la Coupe Kagame inter-club 2003 |

- Akol FC abandonne le championnat à l'issue de la 14e journée, l'ensemble des matchs lui restant à disputer sont annulés mais ses résultats sont conservés.

## Bilan de la saison
| Championnat d'Ouganda de football 2002-2003                        |                                                                                 |
| Champion                                                           | Villa SC (15e titre)                                                            |
| Coupes et trophées                                                 |                                                                                 |
| Vainqueur de la Coupe d'Ouganda 2002-2003                          | Express FC                                                                      |
| Qualifications continentales                                       |                                                                                 |
| Ligue des champions de la CAF 2004                                 | Villa SC                                                                        |
| Coupe de la confédération 2004                                     | Express FC                                                                      |
| Coupe Kagame inter-club 2004                                       | Villa SC (tenant du titre)                                                      |
| Coupe Kagame inter-club 2004                                       | Express FC                                                                      |
| Promotions et relégations                                          |                                                                                 |
| Promus en Championnat d'Ouganda de football                        | Ggaba United Moyo Town Council Old Timers Bugiri FC Ruhinda FC Mityana UTODA FC |
| Relégués en Championnat d'Ouganda de football de deuxième division | Iganga Town Council Buikwe FC Akol FC Game Boys FC Mbarara United               |